# Daniil Medveděv
Daniil Medveděv (rusky Даниил Сергеевич Медведев, Daniil Sergejevič Medveděv; * 11. února 1996 Moskva) je ruský profesionální tenista. Na grandslamu zvítězil ve dvouhře US Open 2021. V roce 2022 byl světovou jedničkou ve dvouhře, kterou se poprvé stal jako dvacátý sedmý v pořadí od zavedení žebříčku v roce 1973 a po Kafelnikovovi a Safinovi třetí Rus na této pozici. Po Roddickově opuštění čela klasifikace v únoru 2004 se stal také první jedničkou mimo členy tzv. Velké čtyřky. Ve dvou obdobích na vrcholu strávil celkem šestnáct týdnů. Ve své dosavadní kariéře na okruhu ATP Tour vyhrál dvacet singlových turnajů včetně Turnaje mistrů 2020. Na challengerech ATP a okruhu ITF získal šest titulů ve dvouhře a čtyři ve čtyřhře.
Na žebříčku ATP byl ve dvouhře nejvýše klasifikován v únoru 2022 na 1. místě a ve čtyřhře v srpnu 2019 na 170. místě. V létě 2017 se jeho hlavním trenérem stal Francouz Gilles Cervara.
Od letního Citi Open 2019 se probojoval do šesti finále v řadě, včetně tří mastersů a grandslamového US Open, kde v pětisetové bitvě podlehl Španělu Rafaelu Nadalovi. Také druhé grandslamové finále na Australian Open 2021 prohrál, když nestačil na srbskou světovou jedničku Novaka Djokoviće. Finálovou porážku Srbovi oplatil na US Open 2021, čímž jej připravil o kalendářní grandslam, a vybojoval první major. Djokovićovi pak podlehl v souboji o titul na US Open 2023 a Janniku Sinnerovi ve finále Australian Open 2024.
V ruském daviscupovém týmu debutoval v roce 2017 nišským úvodním kolem světové skupiny proti Srbsku, v němž skrečoval dvouhru během čtvrté sady se světovou dvojkou Novakem Djokovićem. Do roku 2026 v soutěži nastoupil k deseti mezistátním utkáním s bilancí 8–2 ve dvouhře a 0–1 ve čtyřhře.
Ruský olympijský výbor reprezentoval na odložených Letních olympijských hrách 2020 v Tokiu, kde v mužské dvouhře startoval jako světová i turnajová dvojka. Ve čtvrtfinále však nestačil na Itala Fabia Fogniniho. V mužské čtyřhře vytvořil čtvrtý nasazený pár s Aslanem Karacevem. V prvním kole je vyřadili Slováci Lukáš Klein a Filip Polášek.
Ruský výběr dovedl v roli jedničky k titulu na ATP Cupu 2021 po finálové výhře nad Itálií 2–0.

## Tenisová kariéra

### 2011–2016
V rámci hlavních soutěží událostí okruhu ITF debutoval v březnu 2011, když na moskevském turnaji postoupil z kvalifikace. V úvodním kole dvouhry porazil Dmitrije Sitaka, aby poté podlehl Lotyši Andisu Juskovi. Premiérový singlový titul na challengerech si odvezl ze zářijového Trophée des Alpilles 2016, konaném v Saint-Rémy-de-Provence. V závěrečném duelu soutěže zdolal Belgičana Jorise De Loorea.
Na okruhu ATP World Tour debutoval ve čtyřhře říjnového Kremlin Cupu 2015 v rodné Moskvě, kde po boku krajana Aslana Karaceva přehráli v úvodním kole bělorusko-uzbeckou dvojici Aleksandr Buryj a Denis Istomin. Ve čtvrtfinále však odešli poraženi od páru František Čermák a Radu Albot. Prvním singlovou hlavní soutěží se stal květnový Open de Nice Côte d’Azur 2016, kde prošel kvalifikačním sítem. V dramatické třísetové bitvě úvodního zápasu podlehl Argentinci Guidu Pellovi až v tiebreaku závěrečné sady.
Premiérový kariérní vyhraný zápas na túře ATP dosáhl na travnatém Ricoh Open 2016 v 's-Hertogenboschi, na němž opět postoupil z kvalifikace. V prvním kole na něj uhrál jen čtyři gamy argentinský antukář Horacio Zeballos. Následně skončil na raketě Francouze Adriana Mannarina ve dvou sadách. V rámci série ATP Masters odehrál první utkání v dubnové kvalifikaci Monte-Carlo Rolex Masters 2016, kde jej přehrál nejvýše nasazený Španěl Marcel Granollers.
Bodový zisk ze semifinále bratislavského challengeru Slovak Open 2016, v němž podlehl Rumunu Mariusu Copilovi ve dvou zkrácených hrách, mu zajistil debutový posun do elitní stovky žebříčku ATP, když 14. listopadu 2016 figuroval na 98. místě.

### 2017–2019
Do premiérového semifinále i finále na okruhu ATP Tour postoupil, jako 99. hráč žebříčku, na lednovém Aircel Chennai Open 2017 v Čennaí, v němž jej přehrál druhý nasazený Španěl Roberto Bautista Agut po dvousetovém průběhu 6–3 a 6–4.
Debut v hlavní soutěži nejvyšší grandslamové kategorie zaznamenal v mužském singlu Australian Open 2017. V úvodním kole však nenašel recept na amerického kvalifikanta Ernesta Escobeda, s nímž odešel poražen po čtyřech setech.

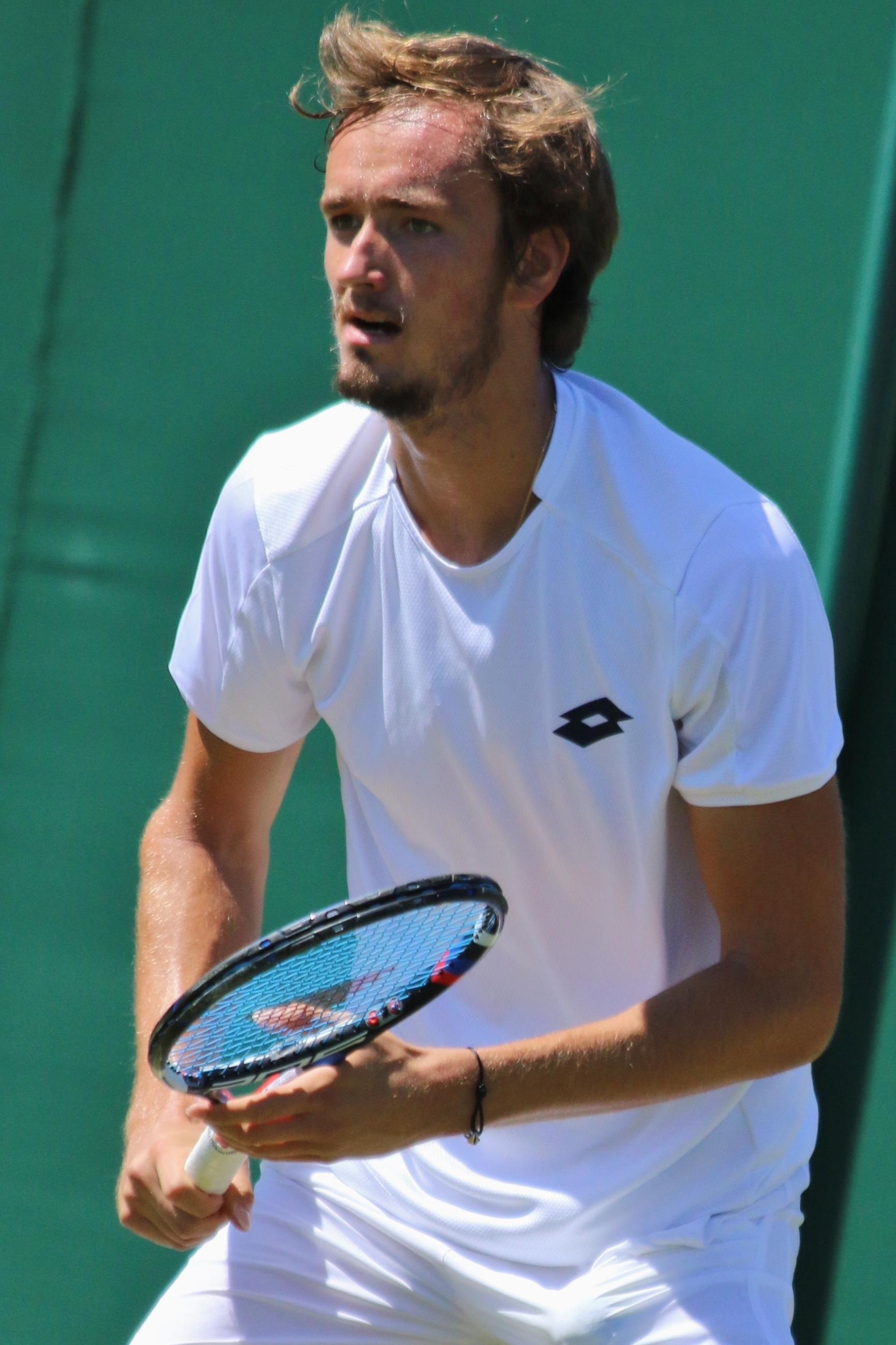
Ve Wimbledonu 2018

Čtvrtfinále si zahrál na travnatém Ricoh Open 2017, kde vyřadil šestého nasazeného Robina Haaseho a Thanasiho Kokkinakise, než jej zastavil Chorvat Ivo Karlović. Navazující AEGON Championships 2017 znamenal vítězství nad Nicolasem Mahutem a opět Kokkinakisem, aby skončil na raketě turnajové šestky Grigora Dimitrova ve čtvrtfinále. Dobrou formu na travnatém povrchu potvrdil semifinálem na AEGON International 2017 v Eastbourne, v němž podlehl světové čtyřce Novaku Djokovićovi. Ve Wimbledonu 2017 pak v úvodním kole vyřadil třetího hráče světa Stana Wawrinku po čtyřsetovém průběhu. Ve druhé fázi však nestačil po pětisetové bitvě na kvalifikanta Rubena Bemelmanse.
První titul na túře ATP si odvezl jako 21letý z lednového Sydney International 2018, na němž postoupil do hlavní soutěže z kvalifikace. V roli 84. hráče žebříčku si ve finále poradil s 18letým Australanem Alexem de Minaurem, figurujícím na 134. pozici, po třísetovém průběhu. Druhou trofej přidal na srpnovém Winston-Salem Open 2018, kde ve finále zdolal americkou turnajovou osmičku Steva Johnsona po dvousetovém průběhu. Turnajem prošel bez ztráty sady. Bodový zisk jej posunul na nové kariérní maximum, když mu v žebříčku ATP patřila 36. příčka. Třetí sezónní titul vybojoval na říjnovém Rakuten Japan Open Tennis Championships 2018 v Tokiu, kde postoupil do hlavní soutěže opět z kvalifikace. Ve finálovém duelu za 64 minut přehrál japonskou turnajovou trojku Keie Nišikoriho po dvousetovém průběhu. Po dohrání mu nově patřilo 22. místo, čímž se poprvé v kariéře stal ruskou jedničkou.
Do prvního finále v sérii Masters postoupil na montréalském Rogers Cupu 2019 po výhře nad krajanem a světovou osmičkou Karenem Chačanovem. V boji o titul však podlehl obhájci trofeje Rafaelu Nadalovi, který mu dovolil uhrát jen tři hry. Bodový zisk jej posunul na nové kariérní maximum, když na 8. místě vystřídal Chačanova. Na navazujícím turnaji, srpnovém Western & Southern Open 2019 v Cincinnati, v semifinále přehrál světovou jedničku Novaka Djokoviće ve třech setech. Ve finále pak za 100 minut zdolal 28letou belgickou turnajovou šestnáctku Davida Goffina po dvousetovém průběhu. Pátý singlový titul na túře ATP Tour znamenal první trofej ze série Masters. Navázal tak na finále z předchozích dvou událostí ve Washingtonu a Montréalu, z nichž odešel poražen. Celkově 44. vítězným utkáním se posunul do čela statistik vyhraných zápasů v roce 2019. Získané body mu zajistily debutové zařazení do elitní světové pětky, jíž uzavíral na 5. příčce. Čtvrté finále v řadě, a první grandslamové, odehrál na US Open, v němž jej po pětisetové bitvě trvající téměř pět hodin zdolala světová dvojka Rafael Nadal. V celé sérii US Open tak dosáhl zápasovou bilanci 20–3 a bodový zisk jej posunul na 4. místo světové klasifikace.
Na říjnovém SRolex Shanghai Masters 2019 prošel do šestého finále v řadě. V zápase o titul přehrál 22letou německou turnajovou pětku Alexandra Zvereva po dvousetovém průběhu. Pasivní bilanci vzájemných utkání tak snížil na 1–4 a získal druhý Masters. Z posledních dvaceti tří zápasů měl bilanci 22–1.

### 2020–2023: Vítěz Turnaje mistrů 2020 a US Open 2021, světová jednička
Po obnovení ATP Tour v srpnu 2020 nastoupil jako obhájce vítězství do Western & Southern Open výjimečně hraném v dějišti US Open Národním tenisovém centru Billie Jean Kingové. Ve čtvrtfinále ho vyřadil Roberto Bautista Agut. Na navazujícím US Open 2020 postoupil suverénně bez ztráty setu do semifinále, když jediným obtížnějším zápasem se stalo čtvrtfinále proti Rubljovovi, kde zvládl dvě zkrácené hry. V semifinále podlehl pozdějšímu vítězovi Thiemovi, když tentokrát dva tiebreaky nezvládl.
Bez výhry odešel z netradiční podzimní antukové šňůry, když v prvních kolech prohrál na Hamburg European Open 2020 a i na French Open 2020, kde jej vyřadil Márton Fucsovics. I počtvrté tak v hlavní soutěži pařížského grandslamu nevyhrál ani zápas a prohrál šestý zápas na antuce v řadě.
Zlepšenou formou se prezentoval po návratu na tvrdý povrch. Na Rolex Paris Masters 2020 postoupil po více než roce do finále turnaje ATP, ve kterém otočil zápas s Němcem Zverevem a připsal si devátý kariérní titul a třetí z kategorie Masters. Podruhé v řadě se kvalifikoval na závěrečný Turnaj mistrů 2020. Ve skupině Tokio 1970 vyhrál všechny své zápasy, když mu Schwartzman, světová jednička Djoković a ani Zverev nedokázali vzít set. V semifinále otočil duel se španělskou světovou dvojkou Nadalem, který na konci druhého setu dokonce servíroval na postup. Ve finále pak oplatil po 2 hodinách 42 minutách newyorskou porážku světové trojce Thiemovi. Stal se tak prvním první hráčem od vítězství Davida Nalbandiana na Masters Madrid 2007 a vůbec prvním na Turnaji mistrů, který cestou za titulem porazil první tři hráče světové klasifikace a po Nikolaji Davyděnkovi druhým ruským šampionem turnaje.

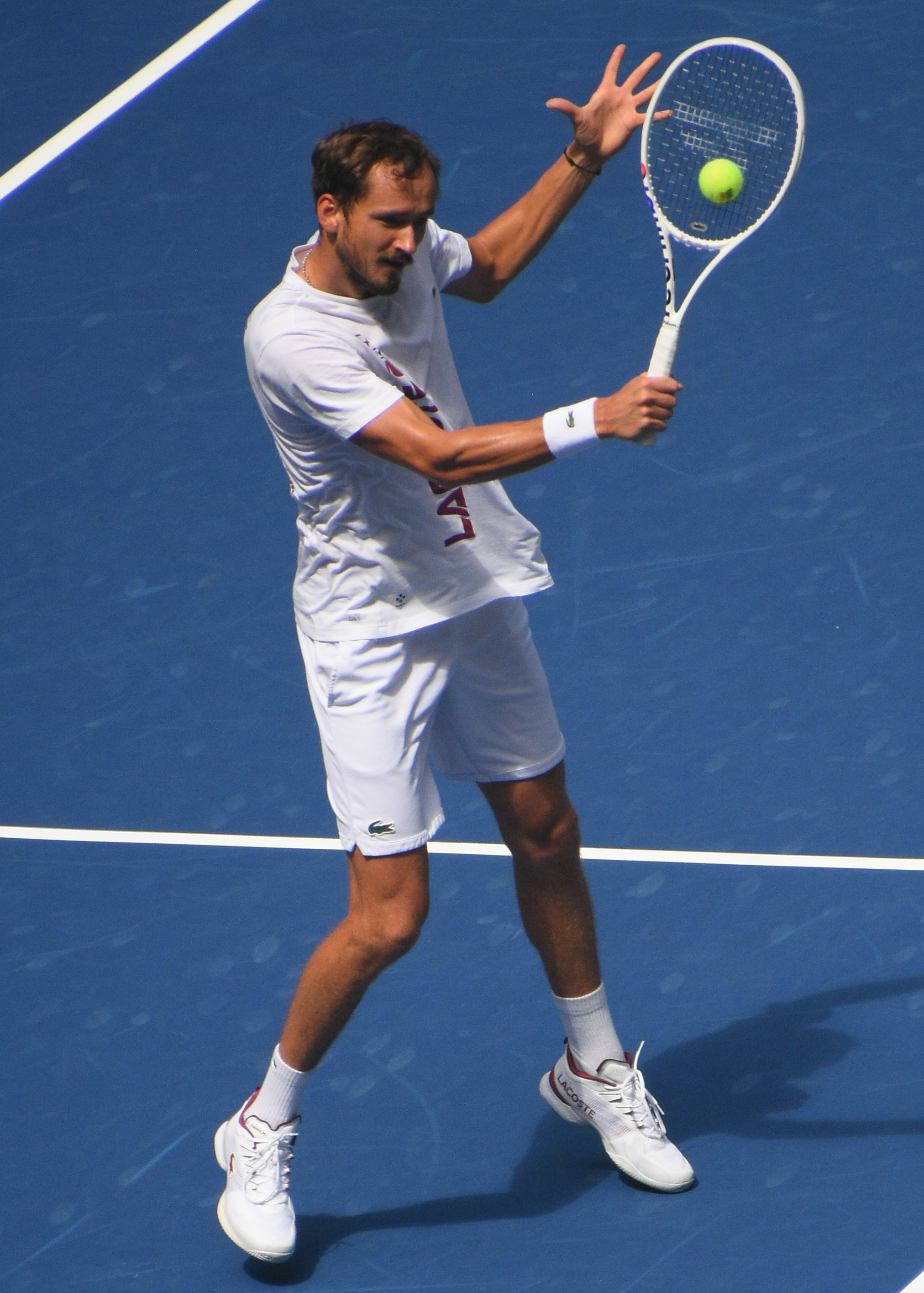
Trénink na US Open 2023, kde ve finále podlehl Djokovićovi

Na úvod únorového australského léta 2021 pomohl Rusům k vítězství na druhém ročníku ATP Cupu. Na turnaji prodloužil šňůru neporazitelnosti z konce předešlé sezóny na 14 utkání, když porazil zaznamenal čtyři výhry včetně tří nad hráči z první světové desítky – Schwartzmanem, Zverevem a Berrettinim. Do druhého grandslamového finále došel na Australian Open 2021. Cestou do něj ztratil pouze dva sety, když mu ve třetím kole málem nestačil náskok 2–0 na sety proti Filipu Krajinovićovi. Ve čtvrtfinále přehrál krajana Rubljova a v semifinále pak Tsitsipase. Na Australian Open se tak stal prvním ruským finalistou od Marata Safina v roce 2005. V boji o titul nestačil na světovou jedničku Novaka Djokoviće ve třech setech. Bodový zisk mu zajistil premiérový posun na 3. místo žebříčku ATP před Thiema. Desátou trofej si připsal na březnovém Open 13 Provence 2021 v Marseille. V závěrečném duelu zdolal Francouze Pierra-Huguese Herberta po těsném třísetovém průběhu. Po skončení se poprvé v kariéře posunul na 2. místo žebříčku ATP, kde vystřídal Rafaela Nadala. Po 15 letech se tak světovou dvojkou stal jiný hráč než člen tzv. Velké čtyřky – Federer, Djoković, Nadal či Murray. Naposledy předtím byl takovým tenistou Lleyton Hewitt ve vydání z 18. července 2005.
První grandslam kariéry vybojoval z pozice druhého muže žebříku na US Open 2021. Na cestě za titulem ztratil jediný set ve čtvrtfinále, s nizozemským kvalifikantem Boticem van de Zandschulpem, a celkově si prohrál jen sedm podání. V semifinále vyřadil Kanaďana Félixe Augera-Aliassimeho. V boji o titul oplatil světové jedničce Novaku Djokovićovi finálovou prohru z Australian Open 2021. Po Kafelnikovi a Safinovi se stal třetím ruským šampionem na turnajích velké čtyřky a prvním od Safinova triumfu na Australian Open 2005. Do New Yorku zavítal jako jeden z hlavních favoritů, když v letech 2018–2021 představoval nejúspěšnějšího tenistu na tvrdém povrchu, s nejvyšším počtem 12 titulů, 17 finále a 147 vyhraných zápasů.
Čtvrtfinálová prohra úřadující světové jedničky Djokoviće na Dubai Tennis Championships 2022 mu dala jistotu, že se 28. února 2022 poprvé posune na pozici světové jedničky. Stal se tak třetím Rusem na této pozici a prvním hráčem mimo členy tzv. Velké čtyřky v čele klasifikace od února 2004, kdy „tenisový trůn“ opustil Roddick.
Na Internazionali BNL d'Italia 2023 po finálové výhře nad sedmým hráčem žebříčku Holgerem Runem získal jubilejní dvacátý titul z dvouhry okruhu ATP Tour a vůbec první kariérní na antuce. Po Djokovićovi, Federerovi, Agassim, Andym Murraym a Nadalovi se mu jako šestému hráči podařilo ovládnout šest různých turnajů kategorie Masters. Při předchozích třech startech na Rome Masters přitom nevyhrál ani jedno utkání. Po skončení turnaje se posunul na 2. příčku. Navazující French Open 2023 pro něj však skončila již v prvním kole, když podlehl brazilskému kvalifikantovi Thiago Seybothu Wildovi po pětisetové bitvě. Vůbec poprvé mimo tvrdý povrch postoupila do semifinále majoru ve Wimbledonu 2023, kde jej ve třech setech jasně přehrál Alcaraz. Na páté grandslamové finále v kariéře dosáhl na US Open 2023. V semifinále porazila světovou jedničku a obhájce titulu Obhájcem titulu byl první hráč světa Carlose Alcaraze, aby ho v repríze finále z roku US Open 2021 přehrál Novak Djoković ve třech setech.

## Soukromý život
V roce 2019 se oženil s Moskvankou Darjou Černyškovovou, absolventkou Lomonosovovy univerzity, která do osmnácti let hrála závodní tenis. V říjnu 2022 se do manželství narodila dcera Alice.
V únoru 2022 po zahájení ruské invaze na Ukrajinu dal stejně jako Andrej Rubljov najevo svůj protiválečný postoj a vyslovil se pro zachování míru ve světě.

## Finále na Grand Slamu

### Mužská dvouhra: 6 (1–5)
| Stav      | rok  | turnaj          | povrch | soupeř ve finále | výsledek                     |
| --------- | ---- | --------------- | ------ | ---------------- | ---------------------------- |
| Finalista | 2019 | US Open         | tvrdý  | Rafael Nadal     | 5–7, 3–6, 7–5, 6–4, 4–6      |
| Finalista | 2021 | Australian Open | tvrdý  | Novak Djoković   | 5–7, 2–6, 2–6                |
| Vítěz     | 2021 | US Open         | tvrdý  | Novak Djoković   | 6–4, 6–4, 6–4                |
| Finalista | 2022 | Australian Open | tvrdý  | Rafael Nadal     | 6–2, 7–6(7–5), 4–6, 4–6, 5–7 |
| Finalista | 2023 | US Open         | tvrdý  | Novak Djoković   | 3–6, 6–7(5–7), 3–6           |
| Finalista | 2024 | Australian Open | tvrdý  | Jannik Sinner    | 6–3, 6–3, 4–6, 4–6, 3–6      |

## Finále na okruhu ATP Tour

### Dvouhra: 39 (20–19)
| Legenda                     |
| --------------------------- |
| Grand Slam (1–5)            |
| Turnaj mistrů (1–1)         |
| ATP Tour Masters 1000 (6–4) |
| ATP Tour 500 (4–6)          |
| ATP Tour 250 (8–3)          |

| Stav      | č.  | datum              | turnaj                                | kategorie     | povrch    | soupeř ve finále      | výsledek                     |
| --------- | --- | ------------------ | ------------------------------------- | ------------- | --------- | --------------------- | ---------------------------- |
| Finalista | 1.  | 8. ledna 2017      | Čennaí, Indie                         | ATP 250       | tvrdý     | Roberto Bautista Agut | 3–6, 4–6                     |
| Vítěz     | 1.  | 13. ledna 2018     | Sydney, Austrálie                     | ATP 250       | tvrdý     | Alex de Minaur        | 1–6, 6–4, 7–5                |
| Vítěz     | 2.  | 26. srpna 2018     | Winston-Salem, Spojené státy          | ATP 250       | tvrdý     | Steve Johnson         | 6–4, 6–4                     |
| Vítěz     | 3.  | 7. října 2018      | Tokio, Japonsko                       | ATP 500       | tvrdý     | Kei Nišikori          | 6–2, 6–4                     |
| Finalista | 2.  | 6. ledna 2019      | Brisbane, Austrálie                   | ATP 250       | tvrdý     | Kei Nišikori          | 4–6, 6–3, 2–6                |
| Vítěz     | 4.  | 10. února 2019     | Sofie, Bulharsko                      | ATP 250       | tvrdý     | Márton Fucsovics      | 6–4, 6–3                     |
| Finalista | 3.  | 28. dubna 2018     | Barcelona, Španělsko                  | ATP 500       | antuka    | Dominic Thiem         | 4–6, 0–6                     |
| Finalista | 4.  | 4. srpna 2019      | Washington, D.C., Spojené státy       | ATP 500       | tvrdý     | Nick Kyrgios          | 6–7(6–8), 6–7(4–7)           |
| Finalista | 5.  | 11. srpna 2019     | Montréal, Kanada                      | ATP 1000      | tvrdý     | Rafael Nadal          | 3–6, 0–6                     |
| Vítěz     | 5.  | 18. srpna 2019     | Cincinnati, Spojené státy             | ATP 1000      | tvrdý     | David Goffin          | 7–6(7–3), 6–4                |
| Finalista | 6.  | 8. září 2019       | US Open, New York, Spojené státy      | Grand Slam    | tvrdý     | Rafael Nadal          | 5–7, 3–6, 7–5, 6–4, 4–6      |
| Vítěz     | 6.  | 22. září 2019      | Petrohrad, Rusko                      | ATP 250       | tvrdý (h) | Borna Ćorić           | 6–3, 6–1                     |
| Vítěz     | 7.  | 13. října 2019     | Šanghaj, Čína                         | ATP 1000      | tvrdý     | Alexander Zverev      | 6–4, 6–1                     |
| Vítěz     | 8.  | 8. listopadu 2020  | Paříž, Francie                        | ATP 1000      | tvrdý (h) | Alexander Zverev      | 5–7, 6–4, 6–1                |
| Vítěz     | 9.  | 22. listopadu 2020 | Londýn, Spojené království            | Turnaj mistrů | tvrdý (h) | Dominic Thiem         | 4–6, 7–6(7–2), 6–4           |
| Finalista | 7.  | 21. února 2021     | Australian Open, Melbourne, Austrálie | Grand Slam    | tvrdý     | Novak Djoković        | 5–7, 2–6, 2–6                |
| Vítěz     | 10. | 14. března 2021    | Marseille, Francie                    | ATP 250       | tvrdý (h) | Pierre-Hugues Herbert | 6–4, 6–7(4–7), 6–4           |
| Vítěz     | 11. | 26. června 2021    | Mallorca, Španělsko                   | ATP 250       | tráva     | Sam Querrey           | 6–4, 6–2                     |
| Vítěz     | 12. | 15. srpna 2021     | Toronto, Kanada                       | ATP 1000      | tvrdý     | Reilly Opelka         | 6–4, 6–3                     |
| Vítěz     | 13. | 12. září 2021      | US Open, New York, Spojené státy      | Grand Slam    | tvrdý     | Novak Djoković        | 6–4, 6–4, 6–4                |
| Finalista | 8.  | 7. listopadu 2021  | Paříž, Francie                        | ATP 1000      | tvrdý (h) | Novak Djoković        | 6–4, 3–6, 3–6                |
| Finalista | 9.  | 21. listopadu 2021 | Turín, Itálie                         | Turnaj mistrů | tvrdý (h) | Alexander Zverev      | 4–6, 4–6                     |
| Finalista | 10. | 30. ledna 2022     | Australian Open, Melbourne, Austrálie | Grand Slam    | tvrdý     | Rafael Nadal          | 6–2, 7–6(7–5), 4–6, 4–6, 5–7 |
| Finalista | 11. | 12. června 2022    | 's-Hertogenbosch, Nizozemsko          | ATP 250       | tráva     | Tim van Rijthoven     | 4–6, 1–6                     |
| Finalista | 12. | 19. června 2022    | Halle, Německo                        | ATP 500       | tráva     | Hubert Hurkacz        | 1–6, 4–6                     |
| Vítěz     | 14. | 6. srpna 2022      | Los Cabos, Mexiko                     | ATP 250       | tvrdý     | Cameron Norrie        | 7–5, 6–0                     |
| Vítěz     | 15. | 30. října 2022     | Vídeň, Rakousko                       | ATP 500       | tvrdý (h) | Denis Shapovalov      | 4–6, 6–3, 6–2                |
| Vítěz     | 16. | 19. února 2023     | Rotterdam, Nizozemsko                 | ATP 500       | tvrdý (h) | Jannik Sinner         | 5–7, 6–2, 6–2                |
| Vítěz     | 17. | 26. února 2023     | Dauhá, Katar                          | ATP 250       | tvrdý     | Andy Murray           | 6–4, 6–4                     |
| Vítěz     | 18. | 4. března 2023     | Dubaj, Spojené arabské emiráty        | ATP 500       | tvrdý     | Andrej Rubljov        | 6–2, 6–2                     |
| Finalista | 13. | 19. března 2023    | Indian Wells, Spojené státy           | ATP 1000      | tvrdý     | Carlos Alcaraz        | 3–6, 2–6                     |
| Vítěz     | 19. | 2. dubna 2023      | Miami, Spojené státy                  | ATP 1000      | tvrdý     | Jannik Sinner         | 7–5, 6–3                     |
| Vítěz     | 20. | 21. května 2023    | Řím, Itálie                           | ATP 1000      | antuka    | Holger Rune           | 7–5, 7–5                     |
| Finalista | 14. | 10. září 2023      | US Open, New York, Spojené státy      | Grand Slam    | tvrdý     | Novak Djoković        | 3–6, 6–7(5–7), 3–6           |
| Finalista | 15. | 4. října 2023      | Peking, Čína                          | ATP 500       | tvrdý     | Jannik Sinner         | 6–7(2–7), 6–7(2–7)           |
| Finalista | 16. | 29. října 2023     | Vídeň, Rakousko                       | ATP 500       | tvrdý (h) | Jannik Sinner         | 6–7(7–9), 6–4, 3–6           |
| Finalista | 17. | 28. ledna 2024     | Australian Open, Melbourne, Austrálie | Grand Slam    | tvrdý     | Jannik Sinner         | 6–3, 6–3, 4–6, 4–6, 3–6      |
| Finalista | 18. | 17. března 2024    | Indian Wells, Spojené státy           | ATP 1000      | tvrdý     | Carlos Alcaraz        | 6–7(5–7), 1–6                |
| Finalista | 19. | 22. června 2025    | Halle, Německo                        | ATP 500       | tráva     | Alexandr Bublik       | 3–6, 6–7(4–7)                |

## Finále na challengerech ATP a okruhu Futures
| Legenda                |
| ---------------------- |
| Challengery (1–1 D)    |
| Futures (4–0 D; 4–6 Č) |

### Dvouhra: 6 (5–1)
| Stav      | č. | datum           | turnaj                          | povrch      | soupeř ve finále | výsledek      |
| --------- | -- | --------------- | ------------------------------- | ----------- | ---------------- | ------------- |
| Vítěz     | 1. | 10. srpna 2014  | Telavi, Gruzie                  | antuka      | Gianluca Mager   | 3–6, 6–2, 6–2 |
| Vítěz     | 2. | 12. dubna 2015  | Marsá al-Qantáwí, Tunisko       | tvrdý       | Tom Jomby        | 6–4, 6–0      |
| Vítěz     | 3. | 30. května 2015 | Moskva, Rusko                   | antuka      | Ivan Gachov      | 6–4, 6–1      |
| Vítěz     | 4. | 20. února 2016  | Trimbach, Švýcarsko             | koberec (h) | Adrien Bossel    | 6–1, 6–3      |
| Finalista | 1. | 13. srpna 2016  | Portorož, Slovinsko             | tvrdý       | Florian Mayer    | 1–6, 2–6      |
| Vítěz     | 5. | 11. září 2016   | Saint-Rémy-de-Provence, Francie | tvrdý       | Joris De Loore   | 6–3, 6–3      |

### Čtyřhra: 10 (4–6)
| Stav      | datum             | turnaj                           | povrch    | spoluhráč           | soupeři ve finále                  | výsledek              |
| --------- | ----------------- | -------------------------------- | --------- | ------------------- | ---------------------------------- | --------------------- |
| Vítěz     | 2. srpna 2014     | Telavi, Gruzie                   | antuka    | Florent Diep        | Emanuele Molina Riccardo Sinicropi | 6–1, 4–6, [10–3]      |
| Vítěz     | 12. září 2014     | Mylhúzy, Francie                 | tvrdý (h) | Karen Chačanov      | Olivier Charroin Elie Rousset      | 7–6(7–5), 4–6, [10–7] |
| Finalista | 31. ledna 2015    | Marsá al-Qantáwí, Tunisko        | tvrdý     | Alexandar Lazov     | Riccardo Ghedin Claudio Grassi     | 6–4, 6–7(2–7), [4–10] |
| Finalista | 7. února 2015     | Marsá al-Qantáwí, Tunisko        | tvrdý     | Alexandar Lazov     | Peter Heller Dominic Weidinger     | 3–6, 3–6              |
| Finalista | 11. dubna 2015    | Marsá al-Qantáwí, Tunisko        | tvrdý     | Remy Chala          | Anis Ghorbel Vasko Mladenov        | 6–4, 1–6, [9–11]      |
| Vítěz     | 1. května 2015    | Grasse, Francie                  | antuka    | Julien Dubail       | Maxime Chazal Jérôme Inzerillo     | 6–4, 6–4              |
| Finalista | 19. června 2015   | Kazaň, Rusko                     | antuka    | Vladimir Užilovskij | Maxim Dubarenco Vladyslav Manafov  | 3–6, 6–4, [6–10]      |
| Finalista | 17. července 2015 | Saint-Gervais-les-Bains, Francie | antuka    | Čang Č’-čen         | Caio Silva Ricardo Urzua-Rivera    | 6–7(4–7), 1–6         |
| Finalista | 21. srpna 2015    | Minsk, Bělorusko                 | tvrdý     | Čang Č’-čen         | Jegor Gerasimov Ilja Ivaška        | 1–6, 3–6              |
| Vítěz     | 5. března 2016    | Lille, Francie                   | tvrdý (h) | Denis Macukjevič    | David Pel Antal van der Duim       | 7–6(7–5), 4–6, [11–9] |

## Finále soutěží družstev: 2 (2–0)
| Stav  | č. | soutěž                                        | povrch    | spoluhráči                                                   | soupeři ve finále                                                                   | výsledek |
| ----- | -- | --------------------------------------------- | --------- | ------------------------------------------------------------ | ----------------------------------------------------------------------------------- | -------- |
| Vítěz | 1. | 2.–7. února 2021 ATP Cup Melbourne, Austrálie | tvrdý     | Andrej Rubljov Aslan Karacev Jevgenij Donskoj                | Matteo Berrettini Fabio Fognini Simone Bolelli Andrea Vavassori Vincenzo Santopadre | 2–0      |
| Vítěz | 2. | 5. prosince 2021 Davis Cup Madrid, Španělsko  | tvrdý (h) | Andrej Rubljov Aslan Karacev Karen Chačanov Jevgenij Donskoj | Marin Čilić Nino Serdarušić Borna Gojo Mate Pavić Nikola Mektić                     | 2–0      |

## Chronologie výsledků na Grand Slamu

### Dvouhra
| Turnaj          | 2016 | 2017    | 2018    | 2019    | 2020    | 2021    | 2022    | 2023    | 2024    | 2025    | SR     | V–P   |
| --------------- | ---- | ------- | ------- | ------- | ------- | ------- | ------- | ------- | ------- | ------- | ------ | ----- |
| Australian Open | A    | 1. kolo | 2. kolo | 4. kolo | 4. kolo | F       | F       | 3. kolo | F       | 2. kolo | 0 / 9  | 28–9  |
| French Open     | A    | 1. kolo | 1. kolo | 1. kolo | 1. kolo | ČF      | 4. kolo | 1. kolo | 4. kolo | 1. kolo | 0 / 9  | 10–9  |
| Wimbledon       | Q3   | 2. kolo | 3. kolo | 3. kolo | NH      | 4. kolo | A       | SF      | SF      | 1. kolo | 0 / 7  | 18–7  |
| US Open         | Q1   | 1. kolo | 3. kolo | F       | SF      | Vítěz   | 4. kolo | F       | ČF      |         | 1 / 8  | 33–7  |
| výhry–prohry    | 0–0  | 1–4     | 5–4     | 11–4    | 8–3     | 20–3    | 12–3    | 13–4    | 18–4    | 1–3     | 1 / 33 | 89–32 |

| Legenda | Legenda                                   | Legenda | Legenda                     |
| ------- | ----------------------------------------- | ------- | --------------------------- |
| SR      | poměr vyhraných turnajů ku všem odehraným | W–L V–P | výhry–prohry                |
| NH      | daný rok se turnaj nekonal                | A       | turnaje se hráč nezúčastnil |
| 1Q / LQ | prohra v (kole) kvalifikace               | 1k / 1R | prohra v daném kole turnaje |
| QF / ČF | prohra ve čtvrtfinále                     | SF      | prohra v semifinále         |
| F       | prohra ve finále                          | Vítěz   | vítězství v turnaji         |